# Okay Yokuşlu
Okay Yokuşlu (Esmirna, Turquía, 9 de marzo de 1994) es un futbolista turco que juega de centrocampista en el Trabzonspor de la Superliga de Turquía.

## Trayectoria
El 27 de junio de 2011, con solo 17 años, firmó por el Kayserispor desde el Altay S. K. por un traspaso récord de un millón de euros. Debutó en la Superliga de Turquía el siguiente 16 de septiembre al partir como titular con el Kayserispor en una derrota por 1-0 frente al Antalyaspor.
Tras un exitoso paso posterior con el Trabzonspor, el 15 de junio de 2018 se oficializó su incorporación al R. C. Celta de Vigo que militaba en la Primera División de España. Tras 2 temporadas completas, en la 2020-21 salió cedido en el mercado invernal al West Bromwich Albion de la Premier League ante la pérdida de importancia en el club vigués. Su equipo acabó descendiendo de categoría.
Al regresar de su cesión al Celta de Vigo, se le intentó buscar salida en verano sin éxito. Finalmente, logró salir cedido en el mercado invernal al Getafe C. F. con una opción de compra obligatoria de tres millones en caso de permanencia en Primera División del equipo getafense. Sin embargo, esta supuesta opción de compra no sería ejecutada, pues en declaraciones del presidente getafense, habría sido un acuerdo verbal y "los acuerdos verbales no existen en el fútbol", por lo que regresa, bajo la sorpresa de ambas aficiones, al Celta de Vigo. De todas formas, al día siguiente el club anunció la rescisión de contrato del jugador. Dos semanas después se hizo oficial su vuelta al West Bromwich Albion, equipo con el que firmó por tres años. Tras los dos primeros, en los que alcanzó los cien partidos con el club, volvió al Trabzonspor.

## Selección nacional

### Participaciones en Eurocopas
| Copa          | Sede     | Resultado        | Partidos | Goles |
| ------------- | -------- | ---------------- | -------- | ----- |
| Eurocopa 2020 | Europa   | Primera fase     | 3        | 0     |
| Eurocopa 2024 | Alemania | Cuartos de final | 3        | 0     |

## Estadísticas

### Clubes
Actualizado al último partido disputado el 22 de mayo de 2022.
| Club                                  | Div.          | Temporada     | Liga  | Liga  | Copas nacionales | Copas nacionales | Copas internacionales | Copas internacionales | Total | Total |
| Club                                  | Div.          | Temporada     | Part. | Goles | Part.            | Goles            | Part.                 | Goles                 | Part. | Goles |
| ------------------------------------- | ------------- | ------------- | ----- | ----- | ---------------- | ---------------- | --------------------- | --------------------- | ----- | ----- |
| Altay S. K. Turquía                   | 2.ª           | 2009-10       | 11    | 2     | 2                | 0                | ―                     | ―                     | 13    | 2     |
| Altay S. K. Turquía                   | 2.ª           | 2010-11       | 21    | 2     | 0                | 0                | ―                     | ―                     | 21    | 2     |
| Altay S. K. Turquía                   | Total club    | Total club    | 32    | 4     | 2                | 0                | 0                     | 0                     | 34    | 4     |
| Kayserispor Turquía                   | 1.ª           | 2011-12       | 22    | 2     | 6                | 1                | ―                     | ―                     | 28    | 3     |
| Kayserispor Turquía                   | 1.ª           | 2012-13       | 23    | 0     | 0                | 0                | ―                     | ―                     | 23    | 0     |
| Kayserispor Turquía                   | 1.ª           | 2013-14       | 25    | 1     | 4                | 0                | ―                     | ―                     | 29    | 1     |
| Kayserispor Turquía                   | 2.ª           | 2014-15       | 31    | 4     | 3                | 1                | ―                     | ―                     | 34    | 5     |
| Kayserispor Turquía                   | Total club    | Total club    | 101   | 7     | 13               | 2                | 0                     | 0                     | 114   | 9     |
| Trabzonspor Turquía                   | 1.ª           | 2015-16       | 27    | 2     | 7                | 0                | 2                     | 1                     | 36    | 3     |
| Trabzonspor Turquía                   | 1.ª           | 2016-17       | 29    | 2     | 8                | 3                | ―                     | ―                     | 37    | 5     |
| Trabzonspor Turquía                   | 1.ª           | 2017-18       | 30    | 2     | 3                | 0                | ―                     | ―                     | 33    | 2     |
| Trabzonspor Turquía                   | Total club    | Total club    | 86    | 6     | 18               | 3                | 2                     | 1                     | 106   | 10    |
| R. C. Celta de Vigo · España          | 1.ª           | 2018-19       | 30    | 2     | 2                | 0                | ―                     | ―                     | 32    | 2     |
| R. C. Celta de Vigo · España          | 1.ª           | 2019-20       | 26    | 0     | 0                | 0                | ―                     | ―                     | 26    | 0     |
| R. C. Celta de Vigo · España          | 1.ª           | 2020-21       | 12    | 0     | 2                | 0                | ―                     | ―                     | 14    | 0     |
| West Bromwich Albion F. C. Inglaterra | 1.ª           | 2020-21       | 16    | 0     | ―                | ―                | ―                     | ―                     | 16    | 0     |
| West Bromwich Albion F. C. Inglaterra | Total club    | Total club    | 16    | 0     | 0                | 0                | 0                     | 0                     | 16    | 0     |
| R. C. Celta de Vigo · España          | 1.ª           | 2021-22       | 8     | 0     | 1                | 0                | ―                     | ―                     | 9     | 0     |
| R. C. Celta de Vigo · España          | Total club    | Total club    | 76    | 2     | 5                | 0                | 0                     | 0                     | 81    | 2     |
| Getafe C. F. · España                 | 1.ª           | 2021-22       | 11    | 0     | ―                | ―                | ―                     | ―                     | 11    | 0     |
| Getafe C. F. · España                 | Total club    | Total club    | 11    | 0     | 0                | 0                | 0                     | 0                     | 11    | 0     |
| Total carrera                         | Total carrera | Total carrera | 322   | 19    | 38               | 5                | 2                     | 1                     | 362   | 25    |